# Manoir de La Rocherousse
Le manoir de La Rocherousse est situé au Quessoy en France.

## Localisation
Le manoir est situé sur la commune du Quessoy dans le département des Côtes-d'Armor, dans la région Bretagne.

## Description
Le manoir est constitué d'un corps de logis entouré d'enceintes défensives cantonnées de tours. Différentes dépendances sont encore réparties à l'intérieur et à l'extérieur des douves (pavillon d'entrée, chapelle, pressoir, moulin...). Les douves sont larges de 11 m et asséchées, elles encerclent la propriété.

## Historique
C'est un ensemble fortifié construit en deux temps, fin XVIe siècle début XVIIe siècle. Travaux au cours du XIXe siècle avec disparition de quatre tours accolées à la façade orientale du manoir. Jusqu'aux environs de la Révolution, deux ponts-levis empêchaient l'accès au manoir.

## Protection
Le manoir est protégé en totalité, y compris les murs de sa cour et les enceintes, les douves et le canal, les façades et les toitures des communs du XIXe siècle, du pressoir et de la chapelle : inscription en 2002 au titre des monuments historiques.